# 突風
突風公司（日语：株式会社突風）是以T.M.Revolution為中心開設的公司，主要推廣T.M.Revolution演出服裝、音樂等至各地區，活化當地經濟為目的。

## 概要
突風公司主要以T.M.Revolution為中心，以活化日本各地經濟為目的成立。社長由西川贵教擔任，評論家森永卓郎擔任顧問，藝人高橋南擔任特別顧問。